# Choranche
Choranche è un comune francese di 136 abitanti situato nel dipartimento dell'Isère della regione dell'Alvernia-Rodano-Alpi.
Nel suo territorio si trovano le omonime grotte scoperte verso la fine del XIX secolo e che si sviluppano nel sottosuolo per 30 km.

## Società

### Evoluzione demografica
Abitanti censiti